# Elecciones presidenciales de Guinea-Bisáu de 2012
Las elecciones presidenciales se celebraron en Guinea-Bisáu el 18 de marzo de 2012 tras la muerte del presidente Malam Bacai Sanhá el 9 de enero. La segunda vuelta se celebraría el 29 de abril después de ser pospuesta por una semana, como lo anunció el jefe de la comisión electoral, Desejado Lima Dacosta.  Sin embargo, después de producirse un golpe militar el 12 de abril, los principales candidatos fueron arrestados y las elecciones fueron canceladas. El portavoz de la junta anunció planes para celebrar elecciones en dos años, a pesar de la condena. Las elecciones generales se celebraron posteriormente en abril de 2014.

## Antecedentes
Tras la muerte de Malam Bacai Sanhá el 9 de enero de 2012, se programaron elecciones presidenciales anticipadas dentro de los 90 días posteriores de acuerdo a lo establecido por la constitución.
Ningún presidente en la historia de la independiente de Guinea-Bisáu había  completado hasta ese momento su mandato: tres presidentes fueron derrocados, uno fue asesinado y otro murió en el cargo.

## Campaña
El primer ministro, Carlos Gomes Júnior, renunció el 10 de febrero para postularse a la presidencia. Un total de nueve candidatos tomaron parte en las elecciones, cinco de los cuales habían participado en las elecciones anteriores en 2009. Se decía que su literatura de campaña era "en gran parte reciclada". Se dijo que Carlos Gomes Júnior y Kumba Ialá eran los principales candidatos en las elecciones.
La base de apoyo de Ialá se basó principalmente en su grupo étnico balanta. Gomes Júnior había indicado que quería reformar las fuerzas armadas, con las que tenía una relación tensa.
La campaña para la segunda ronda debía comenzar el 13 de abril y finalizar el 27 de abril.

## Desarrollo
El portavoz de la UNIOGBIS, Vladimir Monteiro, dijo: "La elección se celebró de manera muy pacífica. Por la mañana, la participación fue relativamente débil pero, durante todo el día, los líderes del cuerpo electoral alentaron a la gente a ir a votar, y parece que la gente escuchó y fui a votar porque la participación finalmente aumentó". También agregó que la constitución obliga a la comisión electoral a publicar el resultado dentro de los 10 días posteriores a la elección. Sin embargo, la misma noche los temores de violencia relacionada con el ejército aumentaron con el asesinato del exjefe de inteligencia militar, el coronel Samba Diallo, justo antes de la medianoche en un bar en la capital nacional de Bisáu. The Guardian informó que testigos dijeron que los soldados le dispararon y luego se llevaron su cuerpo, posiblemente a un hospital.

## Resultados
Ningún candidato pudo obtener una mayoría del 50% en la primera ronda. Los dos principales candidatos, Carlos Gomes Júnior y Kumba Ialá, se enfrentarían en una segunda vuelta electoral que se celebraría el 22 de abril.
Cinco de los candidatos de la primera ronda se quejaron de que la elección había sido fraudulenta a pesar de que observadores internacionales independientes declararon que se realizó de manera justa.
| Candidato                          | Partido                                                                 | Primera vuelta | Primera vuelta | Segunda vuelta | Segunda vuelta |
| Candidato                          | Partido                                                                 | Votos          | %              | Votos          | %              |
| ---------------------------------- | ----------------------------------------------------------------------- | -------------- | -------------- | -------------- | -------------- |
| Carlos Gomes Júnior                | Partido Africano para la Independencia de Guinea y Cabo Verde           | 154,797        | 48.97          |                |                |
| Mohamed Ialá Embaló                | Partido de la Renovación Social                                         | 73,842         | 23.36          |                |                |
| Manuel Serifo Nhamadjo             | Independiente                                                           | 49,767         | 15.74          |                |                |
| Henrique Pereira Rosa              | Independiente                                                           | 17,070         | 5.40           |                |                |
| Baciro Djá                         | Independiente                                                           | 10,298         | 3.26           |                |                |
| Vicente Fernandes                  | Alianza Democrática                                                     | 4,396          | 1.39           |                |                |
| Aregado Mantenque Té               | Partido Obrero                                                          | 3,300          | 1.04           |                |                |
| Serifo Baldé                       | Partido Democrático Socialista de la Salvación Guineana – Partido Joven | 1,463          | 0.46           |                |                |
| Luís Nancassa                      | Independiente                                                           | 1,174          | 0.37           |                |                |
| Votos nulos/en blanco              | Votos nulos/en blanco                                                   | 10,292         | –              |                | –              |
| Total                              | Total                                                                   | 326,399        | 100            |                |                |
| Votantes registrados/participación | Votantes registrados/participación                                      | 593,765        | 55.0           |                |                |
| Fuente: African Elections Database |                                                                         |                |                |                |                |

## Consecuencias y golpe de Estado
A pesar de una campaña pacífica, se temía la posible violencia o un golpe de Estado si el ejército no aprobaba al ganador. El secretario general de la ONU, Ban Ki-moon, pidió una elección "pacífica, ordenada y transparente". Los líderes de la oposición, liderados por Ialá, pidieron un boicot a la segunda vuelta porque consideraron la elección fraudulenta, con Ialá pidiendo que se llevara a cabo un nuevo registro de votantes, y advirtieron contra la campaña.
El director general de la Policía Judicial, Joao Biague, anunció que el exjefe de inteligencia, Samba Diallo, fue asesinado poco después de que cerraran las urnas. El 12 de abril, elementos del ejército fraccionalizado dieron un golpe de Estado, lo que condujo al arresto de ambos candidatos de la segunda vuelta por el Comando Militar y al llamamiento a un gobierno de unidad nacional.